# 国分村 (愛知県)
国分村（こくぶむら）は、愛知県中島郡にかつてあった村。現在の稲沢市の一部（法花寺町、矢合町、舟橋町）に該当する。
尾張国の国分寺、国分尼寺がこの地域に建立されており、村名もこれに由来する。

## 歴史
- 奈良時代、国分寺、国分尼寺が建立される。
- 江戸時代末期、この地域は尾張藩領であった。
- 1889年（明治22年）10月1日 - 法花寺村、船橋村、矢合村が合併し発足。
- 1906年（明治39年）5月10日 - 片原一色村、光郷村、西島村、及び井長谷村の一部（旧・儀長村）と合併し明治村が発足。同日国分村廃止。

## 学校
- 国分尋常高等小学校（現・稲沢市立国分小学校）

## 神社・仏閣
- 尾張国分寺[1]
- 法華寺（推・尾張国分尼寺）
- 矢合観音
- 円光寺（萩寺）